# Rivière-Salée
Rivière-Salée ist eine französische Gemeinde im Übersee-Département Martinique. Sie liegt im Südwesten der Insel, grenzt an die Meeresbucht Baie de Fort de France und gehört administrativ zum Arrondissement Le Marin. Sie war bis zu dessen Auflösung 2015 Hauptort (Chef-lieu) des gleichnamigen Kantons. Die Einwohner nennen sich die Saléens.

## Geschichte
In Rivière-Salée stehen eine große und eine kleine Burg. Im 17. und im 18. Jahrhundert hieß die Siedlung „Cul-de-Sac-à-Vaches“. Ab 1716 bildete sie mit Les Trois-Îlets eine einzige Gemeinde, die 1837–49 nachweislich „Les Trois Bourgs“ hieß.

### Bevölkerungsentwicklung
| Jahr      | 1961  | 1967  | 1974  | 1982  | 1990  | 1999   | 2006   | 2011   |
| --------- | ----- | ----- | ----- | ----- | ----- | ------ | ------ | ------ |
| Einwohner | 7.515 | 7.227 | 7.020 | 6.757 | 8.753 | 12.276 | 13.144 | 12.855 |

## Persönlichkeiten
- Joseph Zobel (1915–2006), Schriftsteller